# Joan Clarkeová
Joan Elisabeth Lowther Murrayová, MBE (nepřechýleně Murray; rozená Clarkeová, nepřechýleně Clarke; 24. června 1917 – 4. září 1996) byla anglická kryptoanalytička a numismatička, která se během druhé světové války účastnila kryptoanalytických prací v Bletchley Parku. Její role v projektu Enigma, který dešifroval německou tajnou komunikaci, jí vynesla mnohá ocenění, např. v roce 1946 byla vyznamenána řádem britského impéria (MBE).

## Dětství a mládí
Joan Elisabeth Lowther Clarkeová se narodila 24. června 1917 ve West Norwood v Londýně. Byla nejmladším dítětem Dorothy (rozené Fulford) a reverenda Williama Kempa Lowthera Clarkea. Měla tři bratry a sestru.
Clarkeová chodila do dívčí školy v jižním Londýně a v roce 1936 získala stipendium na Newnham College v Cambridge. Vystudovala zde matematiku, ale nezískala plný titul, protože až do roku 1948 je Cambridge udělovala pouze mužům.
Clarkeová a její matematické schopnosti objevil Gordon Welchman při bakalářské hodině geometrie v Cambridge a nabídl jí práci v ‚Government Code and Cypher School‘ (GCCS) v Bletchley Parku. Welchman byl jedním ze čtyř nejlepších matematiků, které v roce 1939 najali, aby v Bletchley Parku dohlíželi na dekódovací operace.

## Profesní kariéra

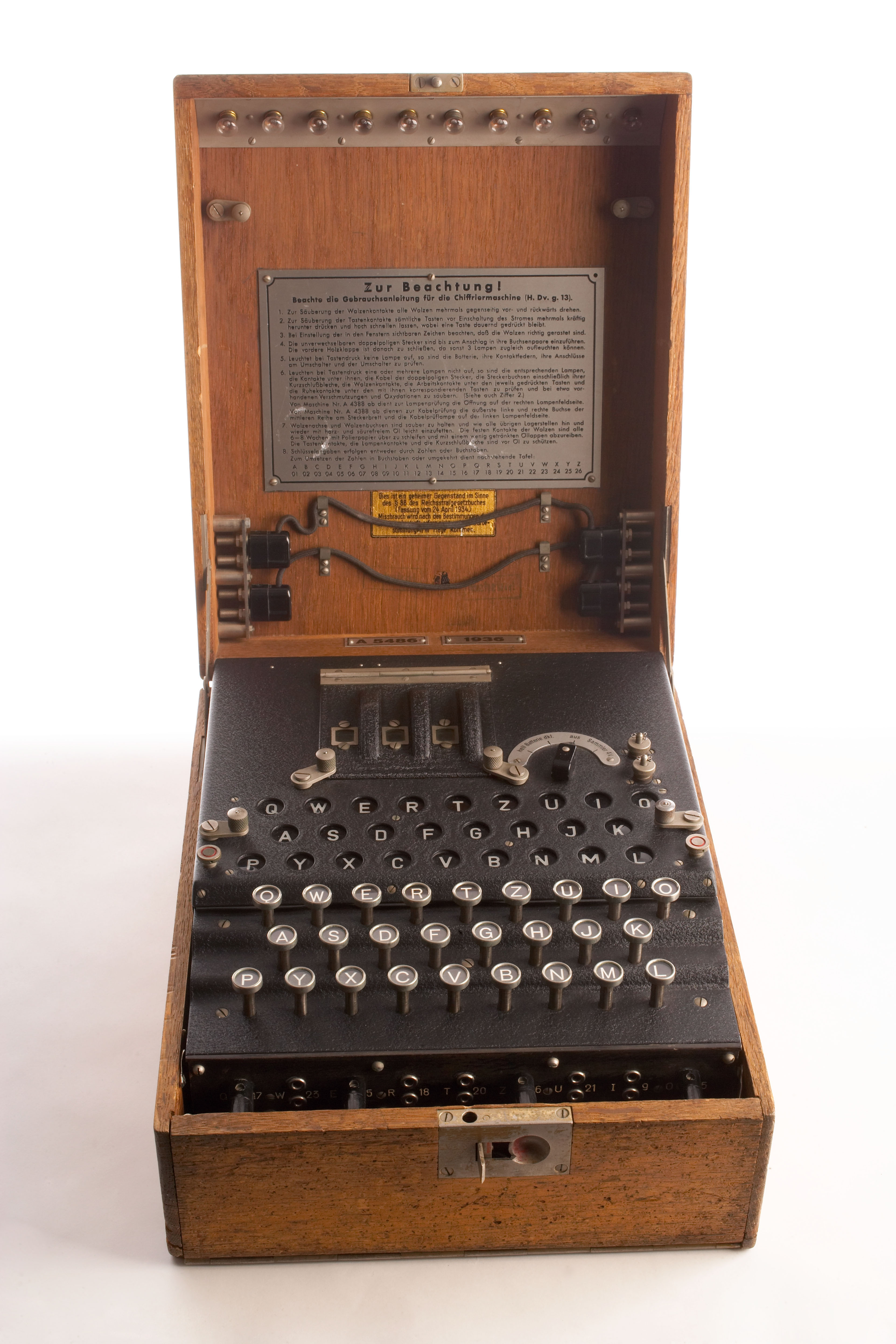
Stroj na luštění enigmy

### Rozluštění kódů v Bletchley Parku
GCCS vznikla v roce 1939 s jediným cílem: prolomit německý kód Enigma. Stroj Enigma používali Němci k šifrování svých zpráv a pevně věřili, že jejich kód je neprolomitelný. Enigma bylo elektromechanické zařízení, které používalo různá otáčející se kola a rotory k zakódování prosté textové zprávy do neuspořádaného šifrovaného textu. Variabilní prvky se daly nastavit v miliardách kombinací. Němci měnili nastavení na strojích Enigma každý den a jednotlivé pobočky jejich vojenské rozvědky a civilních služeb používaly různá nastavení.
Clarkeová nastoupila do Bletchley Parku dne 17. června 1940. Zpočátku ji zařadili do skupiny žen, označované jako „děvčata“, která dělala hlavně rutinní administrativní práci. Tehdy se v Anglii kryptoanalýza nepovažovala za práci vhodnou pro ženy. Clarkeová nejprve vydělávala 2 libry týdně, ale podobně kvalifikovaní muži dostávali mnohem více peněz, protože v té době docházelo k diskriminaci žen na pracovišti.
Clarkeová dosáhla svého prvního povýšení na lingvistku, přestože neuměla žádný cizí jazyk. Toto povýšení bylo míněno jako ocenění jejího pracovní vytížení a přínosu pro tým a zároveň jí umožnilo vydělat si peníze navíc. Clarkeová se připojila k týmu, který tvořili Alan Turing, Tony Kendrick a Peter Twinn. Společně se věnovali nerutinním úkolům při pokusech o prolomení námořnho kódu Enigma - s kódovým označením Dolphin. Námořní Enigma se lišila od armádní a Luftwaffe Enigmy a její prolomení bylo obtížnější.
Potřeba rozluštit námořní Enigmu byla den ode dne naléhavější. V polovině roku 1940, po německé okupaci Francie, měly německé ponorky snadný přístup do Atlantiku z Biskajského zálivu. Británie se stala extrémně závislou na dovozu a dovážela polovinu svých potravin a veškerou ropu. Zásoby se nyní musely dovážet přes Atlantik ze Severní Ameriky a konvoje se rychle stávaly cílem pro německé ponorky. V jednom okamžiku zbývaly Británii pouhé tři dny do vyčerpání zásob potravin, proto bylo klíčové, aby byl námořní kód Enigma prolomen co nejdříve.
Na začátku května 1940 se podařilo získat z německého hlídkového člunu, který zajali u norského pobřeží, původní a odpovídající šifrované texty Enigmy. Clarkeová po příchodu do Bletchley Parku využívala při práci s ukořistěnými daty novou pomůcku pro hledání klíčů zvanou Bombe. Během tří měsíců společně s kolegy úspěšně rozluštili přibližně šest dní dubnové komunikace.
Kvůli velkému množství možných kombinací nastavení Enigmy se nedaly použít bežné metody luštění kódů. Z tohoto důvodu Alan Turing vynalezl novou metodu prolamování kódů zvanou banburismus. Název dostala podle dlouhých listů papíru tištěných v Banbury, které se při této metodě používaly. Cílem metody bylo omezit počet možných kombinací nastavení pro šifrování. Clarkeová se rychle stala jedinou ženou ovládající banburismus. Její vedoucí z let 1943-1944, Hugh Alexander, ji popsal jako „jednu z nejlepších banburistů na oddělení“.
Průlom v práci nastal v únoru a červnu 1941, kdy byly ukořistěny vlečné lodi se šifrovacím zařízením a kódy. Clarkeová a její spolupracovníci úspěšně praktikovali banburismus po dva roky. Jejich úspěchy byly patrné okamžitě. Mezi březnem a červnem 1941 potopily Vlčí smečky (termín používaný pro taktiku hromadných útoků proti konvojům) měsíčně 282 000 tun lodní dopravy. Od července toto číslo kleslo na 120 000 tun měsíčně a do listopadu na 62 000 tun.
Clarkeová a Turing byli blízcí přátelé od chvíle, kdy se setkali, až do Turingovy smrti v roce 1954. Sdíleli mnoho koníčků, oba byli náruživí šachisté, a měli podobné povahy. Turing jim zařizoval směny tak, aby mohli pracovat spolu, a také spolu trávili hodně volného času. Na začátku roku 1941 Turing požádal Clarkeovou o ruku a následně ji představil své rodině. Přestože se jí soukromě přiznal k homosexualitě, rozhodl se, že svatbu nechce, a v polovině roku 1941 se rozešli. Clarkeová později přiznala, že Turingovu homosexualitu již nějakou dobu tušila, a proto ji příliš nepřekvapilo, když se jí k tomu přiznal.
Clarkeová se v roce 1944 stala zástupkyní vedoucího oddělení, přestože jí bránil v postupu fakt, že byla žena, a byla placena méně než muži. Se svým týmem pokračovala v luštění námořní Enigmy až do konce války 9. května 1945. V březnu 1946 všichni pracovníci opustili Bletchley Park a všechny důkazy o jejich tajných šifrách byly zlikvidovány.

### Po skončení války
V roce 1947 byla Clarkeová oceněna řádem britského impéria (MBE) za zásluhy na rozluštění kódů během války, ale kvůli úřednímu tajemství měla její práce zůstat po mnoho dalších let utajena. Teprve v roce 1974, po zrušení zákona o úředním tajemství, se podrobnosti o skvělé práci kryptoanalytiků dostaly do veřejného povědomí.
Práce na luštění kódů pokračovala a GCCS se přejmenovalo na GCHQ (Government Communications Headquarters) a přestěhovalo se do Eastcote. Tam se Clarkeová v roce 1947 seznámila s podplukovníkem Johnem Kennethem Ronaldem Murrayem, vysloužilým armádním důstojníkem, který sloužil v Indii. Byli oddáni biskupem z Chichesteru dne 26. července 1952 v chichesterské katedrále, kde byl její otec kanovníkem. Krátce po svatbě John Murray odešel kvůli špatnému zdraví z GCHQ a pár se přestěhoval do Crail ve Skotsku, kde se oba živě zajímali o skotskou historii. V roce 1962 se vrátili do Cheltenhamu a Clarkeová se vrátila do práce v GCHQ, kde zůstala až do roku 1977, kdy ve věku 60 let odešla do důchodu.
Po smrti svého manžela v roce 1986 se Clarkeová přestěhovala do Headingtonu v Oxfordshire. Během 80. let pomáhala siru Harrymu Hinsleymu s dodatkem publikace British Intelligence in the Second World War (Britské rozvědky ve druhé světové válce). Pomáhala také historikům při studiu válečných kódů v Bletchley Parku. Kvůli pokračujícímu utajení není plný rozsah její práce zcela známý.

## Zájem o numismatiku
Clarkeová se začala zajímat o historii numismatiky díky svému manželovi, který publikoval řadu významných prací o ražení skotských mincí v 16. a 17. století. Svůj zájem soustředila na historii ražení zlatých mincí, které byly v oběhu ve Skotsku za vlády Jakuba III a Jakuba IV. V roce 1986 obdržela za svůj výzkum zlatou medaili Britské numismatické společnosti.

## Úmrtí a odkaz
Joan Clarkeová zemřela 4. září 1996 ve svém domě v Headingtonu ve věku 79 let.
Sehrála významnou roli v rozhodujících úspěších Velké Británie během druhé světové války, kdy její matematické znalosti a podíl na rozluštění námořního kódu Enigma pomohly zkrátit válku a zachránit tak tisíce lidských životů.